# Internationale Filmfestspiele von Cannes 1963
Die 16. Internationalen Filmfestspiele von Cannes 1963 fanden vom 9. Mai bis zum 23. Mai 1963 statt.

## Wettbewerb
Im Wettbewerb des diesjährigen Festivals wurden folgende Filme gezeigt:
| Filmtitel                           | Regisseur                      | Produktionsland        | Darsteller (Auswahl)                                |
| Die Abgründe                        | Nikos Papatakis                | Frankreich             |                                                     |
| Als twee druppels water             | Fons Rademakers                | Niederlande            |                                                     |
| Alvorada – Aufbruch in Brasilien    | Hugo Niebeling                 | Deutschland            | Dokumentarfilm                                      |
| Die Bienenkönigin                   | Marco Ferreri                  | Italien, Frankreich    | Ugo Tognazzi, Marina Vlady, Walter Giller           |
| La Cage                             | Robert Darène                  | Gabun, Frankreich      | Jean Servais                                        |
| Codine                              | Henri Colpi                    | Frankreich, Rumänien   | Françoise Brion                                     |
| Harakiri                            | Masaki Kobayashi               | Japan                  | Tatsuya Nakadai                                     |
| Herr der Fliegen                    | Peter Brook                    | Großbritannien         |                                                     |
| Im Villenviertel                    | Tamás Fejér                    | Ungarn                 |                                                     |
| Karambolage                         | Marcel Bluwal                  | Frankreich             | Jean-Claude Brialy, Louis de Funès, Michel Serrault |
| Die Kunst, geliebt zu werden        | Wojciech Has                   | Polen                  | Barbara Krafftówna, Zbigniew Cybulski               |
| Der Leopard*                        | Luchino Visconti               | Italien, Frankreich    | Burt Lancaster, Claudia Cardinale, Alain Delon      |
| Lockender Lorbeer                   | Lindsay Anderson               | Großbritannien         | Richard Harris                                      |
| Optimistische Tragödie              | Samson Samsonow                | Sowjetunion            |                                                     |
| El Otro Cristóbal                   | Armand Gatti                   | Kuba                   |                                                     |
| Ouranos                             | Takis Kanellopoulos            | Griechenland           |                                                     |
| Pour la suite du monde              | Michel Brault, Pierre Perrault | Kanada                 | Dokumentarfilm                                      |
| Le Rat d’Amérique                   | Jean-Gabriel Albicocco         | Frankreich, Italien    | Charles Aznavour                                    |
| Tabak                               | Nikola Korabow                 | Bulgarien, Sowjetunion | Newena Kokanowa                                     |
| Die übliche Liebe                   | Francisco Regueiro             | Spanien                |                                                     |
| Los venerables todos                | Manuel Antin                   | Argentinien            |                                                     |
| Die Verlobten                       | Ermanno Olmi                   | Italien                |                                                     |
| Was geschah wirklich mit Baby Jane? | Robert Aldrich                 | USA                    | Bette Davis, Joan Crawford                          |
| Wenn der Kater kommt                | Vojtěch Jasný                  | Tschechoslowakei       | Vlastimil Brodský                                   |
| Wer die Nachtigall stört            | Robert Mulligan                | USA                    | Gregory Peck, Mary Badham, Brock Peters             |
| Wu Ze Tian                          | Han Hsiang Li                  | Hongkong               |                                                     |

* = Goldene Palme

## Internationale Jury
Jurypräsident war in diesem Jahr der französische Schriftsteller Armand Salacrou. Er stand folgender Jury vor: Rostislaw Jurenew, François Chavane, Gian-Luigi Rondi, Jacqueline Audry, Jean de Baroncelli, Kashiko Kawakita, Robert Hossein, Rouben Mamoulian, Steven Pallos und Wilfrid Baumgartner.

## Preisträger
- Goldene Palme: Der Leopard
- Sonderpreis der Jury: Wenn der Kater kommt und Seppuku
- Bester Schauspieler: Richard Harris in Lockender Lorbeer
- Beste Schauspielerin: Marina Vlady in Die Bienenkönigin
- Bestes Drehbuch: Dumitru Carabat, Henri Colpi und Yves Jamiaque für Codine

## Weitere Preise
- Gary-Cooper-Preis: Wer die Nachtigall stört
- FIPRESCI-Preis: Lockender Lorbeer